# 알렉세이 쿠드린

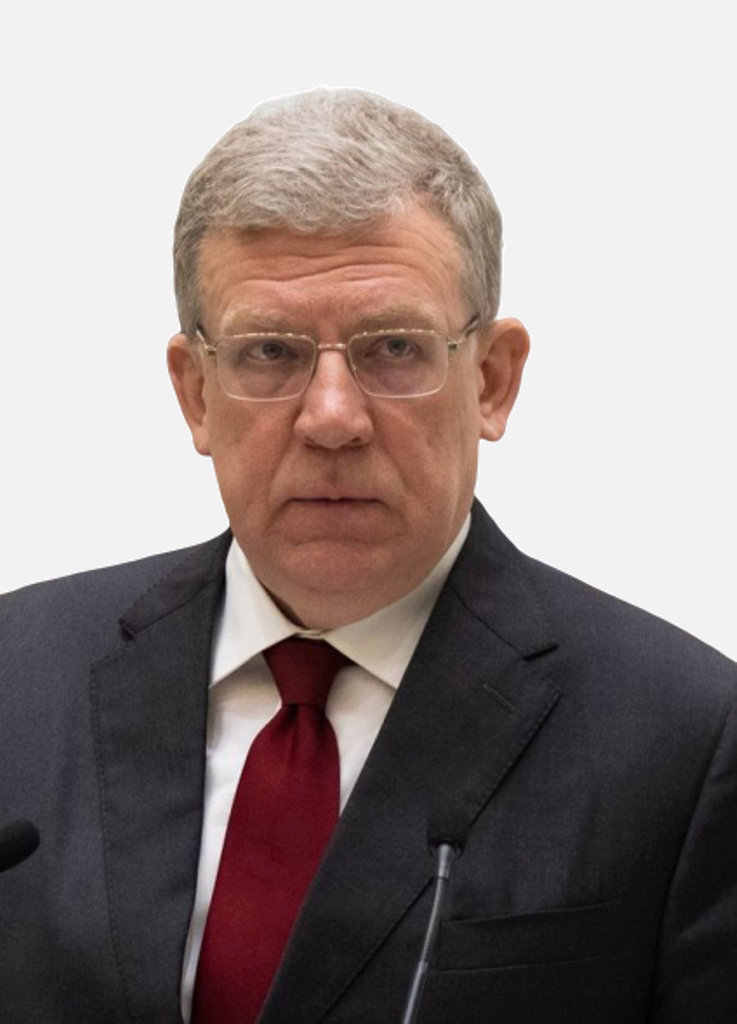
알렉세이 레오니도비치 쿠드린 러시아 연방 회계감사원장

알렉세이 레오니도비치 쿠드린(러시아어: Алексей Леонидович Кудрин, IPA : [ɐlʲɪksʲej kudrʲɪn lʲɪɐnʲidəvʲɪtɕ]. 1960년 10월 12일 ~ )은 러시아 연방의 자유주의 성향 정치인이자 경제학자로, 2018년부터 러시아 연방 회계감사원장을 맡고 있다. 과거에는 2000년부터 2011년까지 러시아 연방 정부에서 러시아 연방 재정부 장관을 지냈다.

## 생애
라트비아 소비에트 사회주의 공화국 도벨레에 태어나 재정 및 경제학 학위를 취득한 후 상트페테르부르크의 진보 성향 시장인 아나톨리 솝차크의 행정부에서 근무하였다. 1996년 보리스 옐친 러시아 연방 대통령행정실에서 근무하기 시작했으며, 20000년 5월 러시아 연방 재정부 장관에 임명되어 11년 동안 러시아 연방 재정부 장관으로 일하면서 소비에트 사회주의공화국 연방 붕괴 이후 최장기 러시아 연방 재정부 장관을 지냈다. 2000년부터 2004년까지, 2007년부터 2011년까지는 러시아 연방 정부부의장을 지냈다. 쿠드린은 러시아 연방 재정부 장관으로서 신중한 재정 관리, 세금 및 예산 개혁 약속, 자유 시장 옹호를 하면서 많은 이들의 인정을 받았다.
쿠드린이 러시아 연방 재정부 장관으로 재직하던 시절 러시아 연방 정부는 1990년대에 축적된 상당한 외채의 대부분을 갚았고, 이 결과로 러시아 연방의 외채 상황은 크게 개선되었다. 러시아 연방 수출 수익의 대부분은 안정화 기금에 축적되어 러시아 연방은 2008년-2009년 글로벌 금융 위기를 많은 전문가들이 예상한 것보다 훨씬 나은 상태로 극복하였다. 러시아 연방 재정부 장관 재임 기간 동안 쿠드린은 유로머니 잡지의 "2010년 올해의 재정부 장관"상을 비롯하여 여러 상을 수상하였다. 2011년에는 당시 러시아 연방 대통령이었던 드미트리 메드베데프 대통령과 마찰을 빚으면서 러시아 연방 재정부 장관직을 사임하였다.
현재 국립 상트페테르부르크 대학교의 교양 및 과학 학부 학장을 맡고 있다. 2016년부터는 마린스키 극장 이사회의 공동 의장을 맡고 있으며, 상트페테르부르크 소재 유럽 대학 재단 이사회의 의장 역시 맡고 있다.
| 전임 미하일 카시야노프 | 재무부 장관 2000년 ~ 2011년 | 후임 안톤 실루아노프 |

| 전임 타티야나 골리코바 | 회계감사원장 2018년 ~ 현재 | 후임 (현직) |